# Associazione Calcio Savona 1934-1935
Questa voce raccoglie le informazioni riguardanti l'Associazione Calcio Savona nelle competizioni ufficiali della stagione 1934-1935.

## Rosa
| N. |                   | Ruolo | Calciatore          |
| -- | ----------------- | ----- | ------------------- |
|    | Italia (bandiera) | C     | Armando Argenti     |
|    | Italia (bandiera) | C     | Vessillo Bartoli    |
|    | Italia (bandiera) | C     | Angelo Canepa       |
|    | Italia (bandiera) | D     | Eugenio Della Valle |
|    | Italia (bandiera) | A     | Giuseppe Grosso     |
|    | Italia (bandiera) | D     | David Massazza      |

| N. |                   | Ruolo | Calciatore        |
| -- | ----------------- | ----- | ----------------- |
|    | Italia (bandiera) | A     | Afostino Mottura  |
|    | Italia (bandiera) | D     | Arturo Porta      |
|    | Italia (bandiera) | C     | Andrea Torelli    |
|    | Italia (bandiera) | P     | Francesco Toscano |
|    | Italia (bandiera) | C     | Giovanni Vanara   |